# Psa

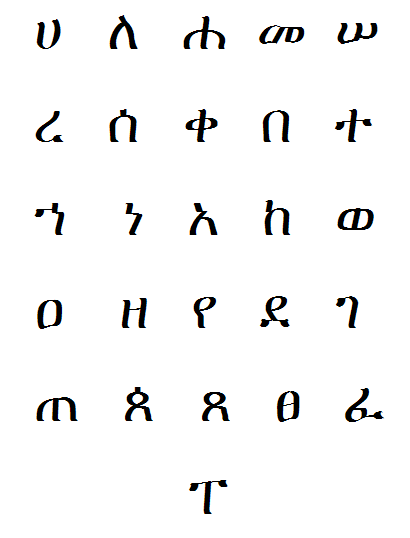

Psa, (en amhàric ፕሳ) és la vint-i-sisena lletra de l'alfabet amhàric, que representa el so /p/.

## Història
Aquesta lletra (ፐ) prové de la lletra ተ, la qual prové del caràcter sud-aràbic 𐩩, el qual prové del jeroglífic egipci Z9.
| Z9 | Teh | Taw | Psa |
| -- | --- | --- | --- |
| 𓏴  | 𐩩   | ተ   | ፐ   |

## Ús
L'alfabet amhàric és una abugida on cada símbol correspon a una combinació vocal + consonant, és a dir, hi ha un símbol bàsic al qual s'afageiexen símbols per marcar la vocal. Les modificacions de la lletra ፐ (psa) són les següents:
| pä [pə] | pu | pi | pa | pe | pə [pɨ], ∅ | po | pʷa |
| ------- | -- | -- | -- | -- | ---------- | -- | --- |
| ፐ       | ፑ  | ፒ  | ፓ  | ፔ  | ፕ          | ፖ  | ፗ   |